# مستندسازی فنی
اسناد فنی (انگلیسی: Technical documentation) در مهندسی به مستندات و مدارکی گفته می‌شود که مشخصات فنی، نحوه عملکرد و تجهیزات مختلف یک محصول جدید یا محصول تحت توسعه را توصیف می‌کنند. دریافت کنندگان اسناد فنی اغلب کاربر محصول، مالک یا تکنسین بخش تعمیرات و نگهداری در نظر گرفته می‌شوند.

## تعریف
به مجموعه فرایندهای ترسیم، نگارش، شماره دهی، کنترل صحت و اعتباردهی و سازماندهی به اطلاعات طراحی، ساخت، بهره‌برداری، تعمیرات، تست و بازرسی یک پروژه فناورانه مستندسازی فنی می‌گویند. پروژه‌های فناورانه پروژ ه‌هایی هستند که معمولاً منجر به تولید یک محصول یا کارخانه و خط تولید عمده محصول می‌گردند؛ بنابراین اسناد فنی که نتیجه مستندسازی فنی هستند کل فرایند ایده، نیازسنجی، امکان‌سنجی، طراحی تا ساخت و ایجاد خط تولید و کارخانه و افول محصول را در بر می‌گیرند
مستندسازی فنی به جهت ایجاد زبان واحد بین کنشگران مختلف مانند طراح، سازنده، استفاده‌کننده و دیگران می‌بایست بر اساس استانداردهای مستندسازی انجام گیرد برای مثال استاندارد iso6433 با عنوان مستندسازی محصول- ارجاع به یک قطعه را نشان می‌دهد

## مستندسازی محصول- ارجاع به یک قطعه
استاندارد iso6433 با عنوان مستندسازی محصول ارجاع به یک قطعه technical product documentation - part reference توسط سازمان ملی استاندارد ایران ترجمه و با شماره INSO 18208  منتشر شده‌است. این استاندارد نحوه ارجاع به قطعات یک محصول در نقشه محصول را نشان می‌دهد و یکی از مراجع کنترل‌کننده اسناد فنی document controller می‌باشد. نقشه محصول زیر از این استاندارد تبعیت کرده‌است

## انواع اسناد فنی از لحاظ ظاهر
بر اساس تعاریف فوق اسناد فنی را می‌توان از لحاظ ساختار و ظاهر به سه دسته زیر تقسیم نمود:
(۱) اسناد مکتوب مانند دستورالعمل، گزارش فنی و کاتالوگ
(۲) اسناد منقوش مانند نقشه، نمودار
(۳) اسناد مضبوط مانند نوار، فیلم، اسلاید
لازم به ذکر است که یک سند مانند یک گزارش فنی ممکن است به لحاظ ظاهری هم دارای متن باشد و هم از نمودار و اسلاید در آن استفاده شده باشد. تقسیم‌بندی فوق بیشتر جهت تجزیه و تحلیل اسناد به لحاظ شرح ساختار و ظاهر آن‌ها صورت گرفته‌است.

## انواع اسناد فنی از لحاظ محتوا
(۱) دانش علمی: محتواِی اسناد این دانش به چیستی و چرایی موضوع پروژه می‌پردازند، مانند نیاز سنجی، بررسی فرصت‌های فناوری، انتخاب ایده فناوری، امکان‌سنجی، مبانی طراحی، مبانی ساخت نمونه و مبانی آزمون یک فناوری، و معمولاً ناشی از تحقیقات بنیادی یا کاربردی هستند.
(۲) دانش طراحی و ساخت: موضوع و محتواِی اسناد این دانش به توصیف چگونگی تحقق محصول از جمله طراحی، ساخت و مونتاژ نمونه محصول و همچنین آزمون کیفیت مورد نظر برای یک محصول می‌پردازد
(۳) دانش ایجاد خط تولید: موضوع و محتواِی اسناد این دانش به طراحی کارخانه، طراحی عمرانی و راه اندازی و بهره‌برداری از خط تولید می‌پردازد.
(۴)  راهنمای محصول: موضوع و محتواِی این اسناد شامل کلیه اطلاعات مورد نیاز کاربران برای بهره‌برداری، نگهداری، تعویض قطعات و تعمیرات محصول است.
(۵) راهنمای آموزش: موضوع و محتواِی این اسناد شامل کلیه اطلاعات آموزشی مورد نیاز تولیدکنندگان و کاربران. محصول است.

## مرکز کنترل اسناد
مرکز کنترل اسناد که به DCC نیز شناخته می‌شود مخفف عبارت Document Control Center می‌باشد. مرکز کنترل اسناد (DCC) بخشی از سازمان است که وظیفه آن دریافت، کنترل، توزیع و ارسال و ثبت سوابق و گزارش‌گیری اسناد فنی می‌باشد.

## مدل مرحله ـ دروازه برای شناسایی اسناد یک پروژه
پروفسور رابرت کوپر مدلی را تحت عنوان «مرحله- دروازه» ارائه نموده‌است که در آن مراحل تبدیل ایده به محصول را مورد تجزیه و تحلیل قرار داده‌است.
این مدل شامل چندین مرحله (stage) و همچنین چندین نقطه بررسی، آزمون و تصمیم‌گیری (دروازه یا gate) است که یکی پس از دیگری معمولاً انجام می‌گیرند.
این مدل می‌تواند برای شناسایی موضوع و محتواِی اسناد فنی در پروژه‌های تحقیقاتی فناورانه محصول مورد استفاده قرار گیرد.

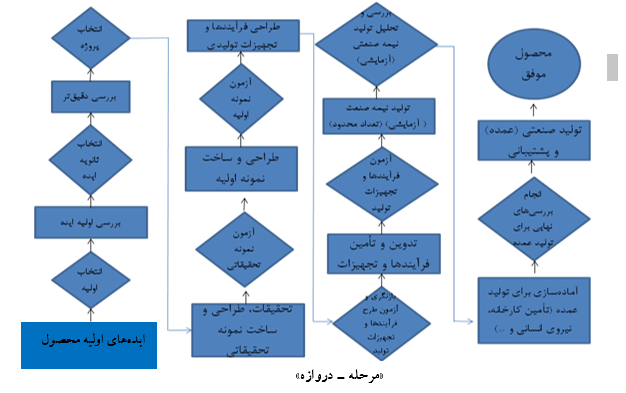
مدل مرحله دروازه

از این مدل می‌توان نتیجه گرفت که موضوع و محتواِی اسناد علمی از مرحله ایجاد ایده شروع و تا مرحله تحقیقات ادامه می‌یابد؛ و موضوع و محتواِی اسناد فنی از مرحله ایجاد طراحی شروع و تا مرحله تولید عمده و پشتیبانی و خدمات پس از فروش محصول ادامه می‌یابد.